# Раде Милутиновић
Раде Милутиновић (Београд, 28. јануар 1968) је бивши српски и југословенски  кошаркаш. Играо је на позицији крила и са Црвеном звездом је освојио титулу првака Југославије.

## Каријера
Раде Милутиновић је тренирао кошарку на универзитету у Сан Дијегу.
након повратка у Југославију наступао је за ИМТ, да би 1993. године дошао у Црвену звезду, као замена за носиоце игре које су у претходној сезони дошли до титуле националног шампиона после 21 године. Иако је звезда лоше ушла у сезону, око нове године у тим се враћа Саша Обрадовић који предводи Звезду у походу на другу узастопну титулу. Значајан учинак имао је и раде Милутиновић који је у игру улазио са клупе за резервне играче.
Након тога играо је за београдски тим Беопетрол, да би 1999. године отишао у Израел, наступајући за Макаби из Кирјата. 2000. године одлази у Немачку, где је наступао за Мителдојчер Такмичећи се у тада међународном Купу Радивоја Кораћа он је просечно постизао 14,8 поена, 4 скока и 3 аситенције на 4 одигране утакмице.
2001. године се поново враћа у Црвену звезду али без значајнијих спортских успеха. Одиграо је свега две утакмице на којима је постигао укупно 7 поена и 7 скокова.

### Репрезентација
Милутиновић је био део кадетске репрезентације Југославије која је 1985. године освојила златну медаљу на европском првенству. Раде је просечно постизао 4,3 поена.